# Bank Emisyjny w Polsce

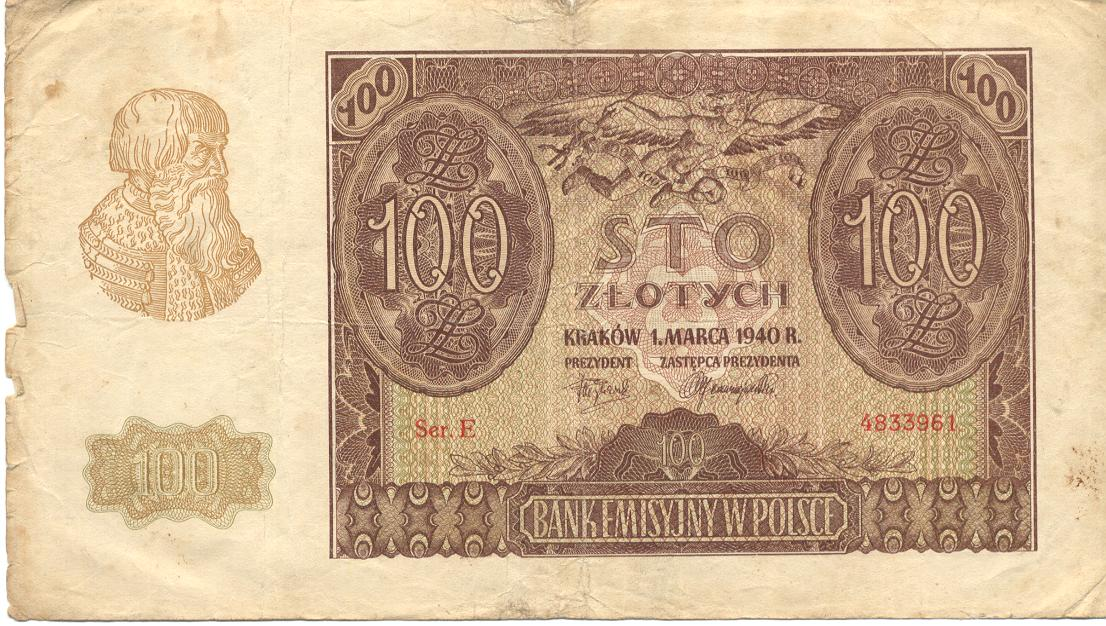
Awers banknotu o nominale 100 złotych emisji 1 marca 1940 roku Banku Emisyjnego w Polsce

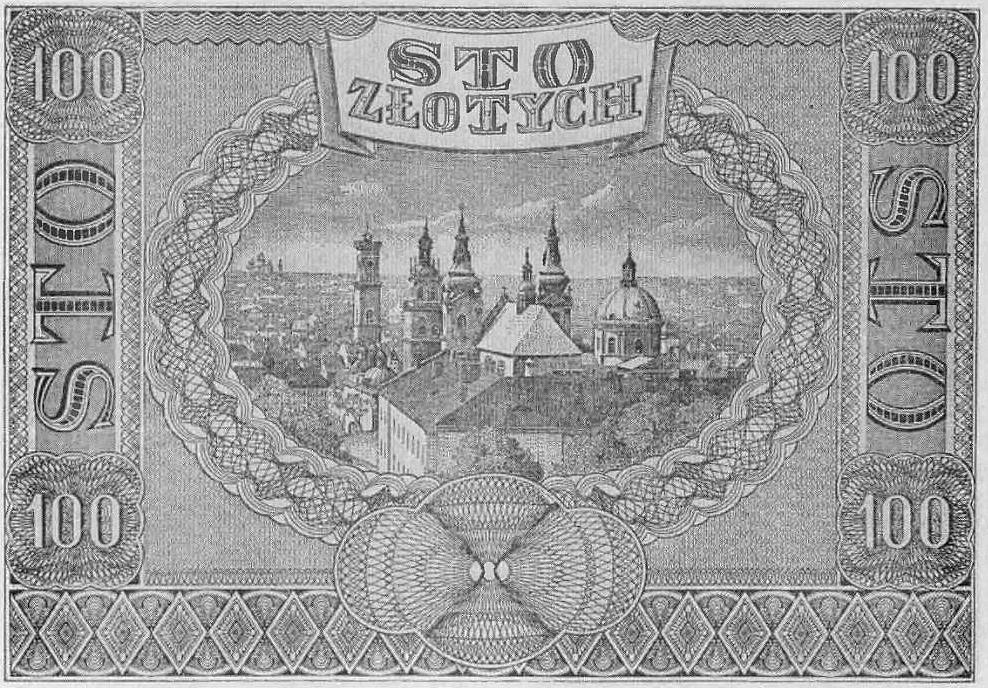
Rysunek z rewersu banknotu 100 złotych emisji 1 sierpnia 1941 r. z wizerunkiem Lwowa

Bank Emisyjny w Polsce (niem. Emissionsbank in Polen) – niemiecka instytucja emitująca pieniądze w Generalnym Gubernatorstwie, która powołana została 15 grudnia 1939 r. Działała w latach 1940–1945, a siedziba znajdowała się Krakowie. Obok PCK, była to jedyna instytucja w Generalnym Gubernatorstwie, której Niemcy pozwolili mieć w nazwie słowo Polska.
Na początku istnienia Generalnego Gubernatorstwa władze okupacyjne pozostawiły w obiegu przedwojenne banknoty Banku Polskiego (od 2 do 50 złotych) z wyjątkiem najwyższych nominałów – stuzłotówek i pięćsetzłotówek z Tadeuszem Kościuszką i datą emisji 28 lutego 1919 r., wprowadzonych do obiegu 28 kwietnia 1924 r., oraz stuzłotówek z księciem Józefem Poniatowskim z datami emisji 2 czerwca 1932 r. i 9 listopada 1934 r., wprowadzonych do obiegu 15 września 1934 r. i 1 października 1937 r. odpowiednio – które nakazano złożyć do depozytu. W okresie tym pozostawiono również w obiegu bilet państwowy Ministerstwa Skarbu o nominale 1 złoty emisji 1 października 1938 r. 1 lutego 1940 r. stuzłotowe banknoty Banku Polskiego, ale tylko emisji 1932 r. i 1934 r., po ostemplowaniu czerwonym nadrukiem Generalgouvernement / für die besetzen polnischen Gebiete, ponownie wprowadzono do biegu, jak się później okazało jedynie na okres czterech kolejnych miesięcy – do 20 maja 1940 r. Okupacyjny nadruk na stuzłotówkach z Józefem Poniatowskim był masowo fałszowany.
Jednocześnie przygotowywano emisję nowych banknotów. Niemcom zależało na utrzymaniu zaufania ludności do waluty i na szybkim uporządkowaniu stosunków pieniężnych na okupowanych terytoriach, co wobec całkowitej ewakuacji Banku Polskiego było utrudnione i według części badaczy uderzyło głównie w polską ludność cywilną. Spowodowało to, że postanowili pozostawić nazwę złoty i zaproponowali kierowanie nową instytucją emisyjną wiceprezesowi Banku Polskiego, Feliksowi Młynarskiemu, znanemu polskiemu ekonomiście, współpracownikowi Władysława Grabskiego i twórcy teoretycznej koncepcji, na której oparto Bank Rozrachunków Międzynarodowych. Postawione przez niego warunki, aby napisy na banknotach były wyłącznie polskie i żeby w nazwie banku było słowo Polska, zostały przyjęte i Młynarski, po konsultacjach z podziemiem i za zgodą gen. Sikorskiego, przyjął propozycję kierowania bankiem z tytułem prezydenta. Oprócz centrali w Krakowie bank miał kilkanaście oddziałów w większych miastach GG, najczęściej w dotychczasowych siedzibach Banku Polskiego i zatrudniał głównie byłych pracowników tego banku. Podporządkowany był całkowicie władzom niemieckim i realizował ich politykę polegającą na zwiększaniu ilości pieniądza w obiegu, co obniżało stopę życiową ludności. Finansował również bezpośrednio potrzeby władz Generalnego Gubernatorstwa.
Bank rozpoczął oficjalną działalność 8 kwietnia 1940 r. Pierwsza emisja banknotów miała jednak datę 1 marca 1940 r. Były to nominały: 1, 2, 5, 10, 20, 50, 100 i 500 złotych. Druga emisja – z 1 sierpnia 1941 r. – objęła nominały 1, 2, 5, 50, 100 złotych. Pod koniec istnienia Generalnego Gubernatorstwa łączna wartość wyemitowanych banknotów obydwu emisji sięgnęła 10 183 milionów złotych. Banknoty były drukowane w Wiedniu, w niemieckim przedsiębiorstwie, do którego włączono dawną Państwową Wytwórnie Papierów Wartościowych w Warszawie oraz w Drukarni Banku Emisyjnego w Krakowie. Banknoty nazywano potoczne złotymi krakowskimi lub młynarkami. Na przedniej stronie przedstawiały wizerunki postaci (popiersia), na niektórych również personifikacje. Najwyższy nominał (500 złotych) miał na tej stronie wizerunek górala (na odwrotnej – Tatry), stąd potocznie nazywano go góralem. Na odwrotnej stronie banknotów umieszczono głównie charakterystyczne budowle krakowskie (50 złotych – Sukiennice, 20 złotych – Wawel). Na rewersie banknotu 100-złotowego emisji z roku 1940 umieszczono widok budynku dawnego Banku Polskiego położonego na Placu Bankowym w Warszawie, zaś na rewersie tego samego nominału emisji z 1 sierpnia 1941 r. – widok Lwowa (Lwów znalazł się w granicach Generalnego Gubernatorstwa po 22 czerwca 1941 r.). Pod koniec okupacji planowano wypuścić banknoty 1000-złotowy z podobizną Krakowiaka (zachowały się jedynie odbitki rewersu i pramatryca awersu).
Oprócz banknotów w Generalnym Gubernatorstwie emitowano również drobne monety zdawkowe: 1, 5, 10 i 20 groszy. Bito je w mennicy warszawskiej starymi polskimi stemplami, jednak nie w brązie, mosiądzu czy niklu jak w II Rzeczypospolitej, lecz w cynku. Cynkowa pięciogroszówka miała istotnie zmniejszoną średnicę oraz wykorzystano do jej bicia krążki dziurkowane. Na początku 1940 r. wprowadzono do obrotu monety pięćdziesięciogroszowe z żelaza, w wersji niklowanej albo bez niklu, które były przygotowane w II Rzeczypospolitej latach 1938–1939 na wypadek wojny (wycofano je z obiegu już w 1942 r.).
Komenda Główna Związku Walki Zbrojnej powołała specjalną komórkę pod nazwą Podziemna Wytwórnia Banknotów (PWB 17). Zajmowała się ona głównie fabrykowaniem wszelkiego rodzaju dokumentów. Oprócz tego, udało jej się zorganizować siatkę współpracowników w Polskiej Wytwórni Papierów Wartościowych i w fabryce papieru w Mirkowie, gdzie produkowano papier banknotowy. PWB wyprodukowała, a właściwie przejęła prawdziwe młynarki na około 20 000 000 zł. Z końcem 1942 r. dowództwo Armii Krajowej nakazało tę działalność przerwać ze względu na możliwość rozszyfrowania komórki przez Niemców, którzy nasilili działania kontrolne spowodowane m.in. coraz częstszym pojawianiem się w obrocie fałszowanych przez różne osoby banknotów. Główną działalnością PWB 17 była niezbędna dla podziemia produkcja kartek żywnościowych, talonów na żelazo, talonów na obuwie zarówno dla Polaków, jak i dla Niemców, kenkart, niemieckich książeczek wojskowych, legitymacji Gestapo itp. Całą zgromadzoną infrastrukturę do produkcji banknotów przesłano do Londynu. Oddziały partyzanckie od lata 1943 r. zaczęły otrzymywać ze zrzutów wyprodukowane w Anglii młynarki.
Ogółem w latach 1944–1945 wymieniono na nowe złote polskie 4 012 000 tys. złotych okupacyjnych oraz kilkaset milionów marek niemieckich. Ponadto zdeponowano około jednego miliarda złotych okupacyjnych byłego Banku Emisyjnego w Polsce.
Siedzibą banku był gmach przedwojennego oddziału Banku Polskiego przy ulicy Basztowej 20 w Krakowie.